# Substitut de repas

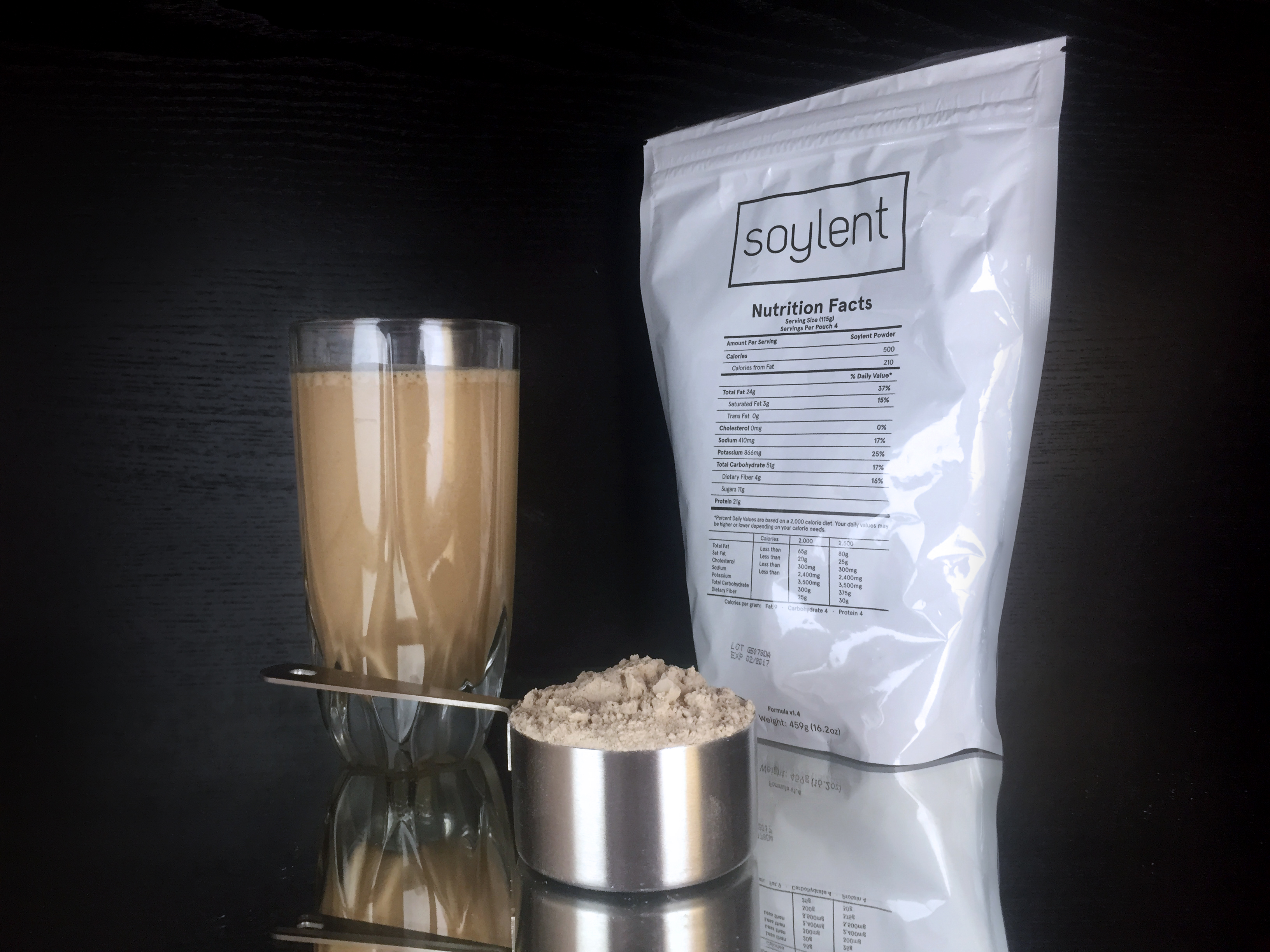
Un substitut de repas à base de soja.

Un substitut de repas est une préparation diététique destinée à remplacer un repas de manière équilibrée dans le cadre d'un régime amincissant.
L'EFSA, l'agence européenne de sécurité sanitaire des aliments, reconnaît l'intérêt des substituts de repas dans les régimes hypocaloriques destinés à la perte de poids. Notamment, les experts du panel NDA (produits nutrition, diététiques et allergies) ont rendu un avis positif dans le cadre de l'évaluation scientifique des allégations de santé. Pour pouvoir mentionner ces allégations et être efficace, un substitut de repas doit être conforme à la règlementation européenne en vigueur et être consommé dans le cadre d'un régime hypocalorique entre 800 et 1 600 cal/jour.
La composition d'un substitut de repas est règlementée et encadrée pour apporter toutes les garanties en termes de composition, de qualité et de sécurité. La règlementation impose en particulier un apport de protéines représentant entre 25 et 50 % de l'apport énergétique total du produit, un apport en énergie par les lipides inférieur à 30 % et au moins 30 % des vitamines et minéraux indispensables par repas. En outre, les substituts de repas comme les en-cas hypocaloriques riches en protéines sont les seuls aliments spécifiquement destinés aux régimes hypocaloriques pour la perte de poids.